# 서공
서공(徐恭, 1101년 ~ 1171년 8월 23일(음력 7월 20일))은 고려의 문신이다. 본관은 이천이며, 서희의 현손이다.

## 생애
1145년(인종 23년) 합문통사사인으로서 금나라 동경에 사신으로 다녀왔다. 고려 의종 때 음서로 경령전판관이 되었다.
1163년(의종 17년) 추밀원부사를 거쳐 1164년(의종 18년)에는 병부상서 동지추밀원사가 되었다.
1165년(의종 19년) 지추밀원사를 거쳐 판삼사사에 올랐다.
왕을 호종해 서경에 갔을 때, 왕이 개경과 서경의 문관·무관 관료들에게 활을 쏘게 했다. 날이 어두워지자 큰 촛불을 과녁 위에 꽂고 쏘게 하였는데, 서경 사람들은 많이 맞혔으나 개경에서 따라온 신하들 중에는 맞히는 사람이 없었다. 왕의 기분이 자못 좋지 않은 터에 서공이 첫 번째 화살로 촛불을 맞히고 두 번째 화살로 과녁을 맞히자, 왕은 크게 기뻐하며 비단을 하사하였다.
담력과 책략이 뛰어나고 말타기와 활쏘기를 잘하여, 여섯 번이나 양계병마사로 부임하니 사졸들이 잘 따랐다.
1171년(명종 원년) 8월 23일(음력 7월 20일)에 죽었다.

## 전기 자료
- 《고려사》 권94, 〈열전〉7, 서희 부 서공
- 〈서공 묘지명〉(김용선 엮음, 《고려묘지명 집성》에 수록됨)